# Voto cantado

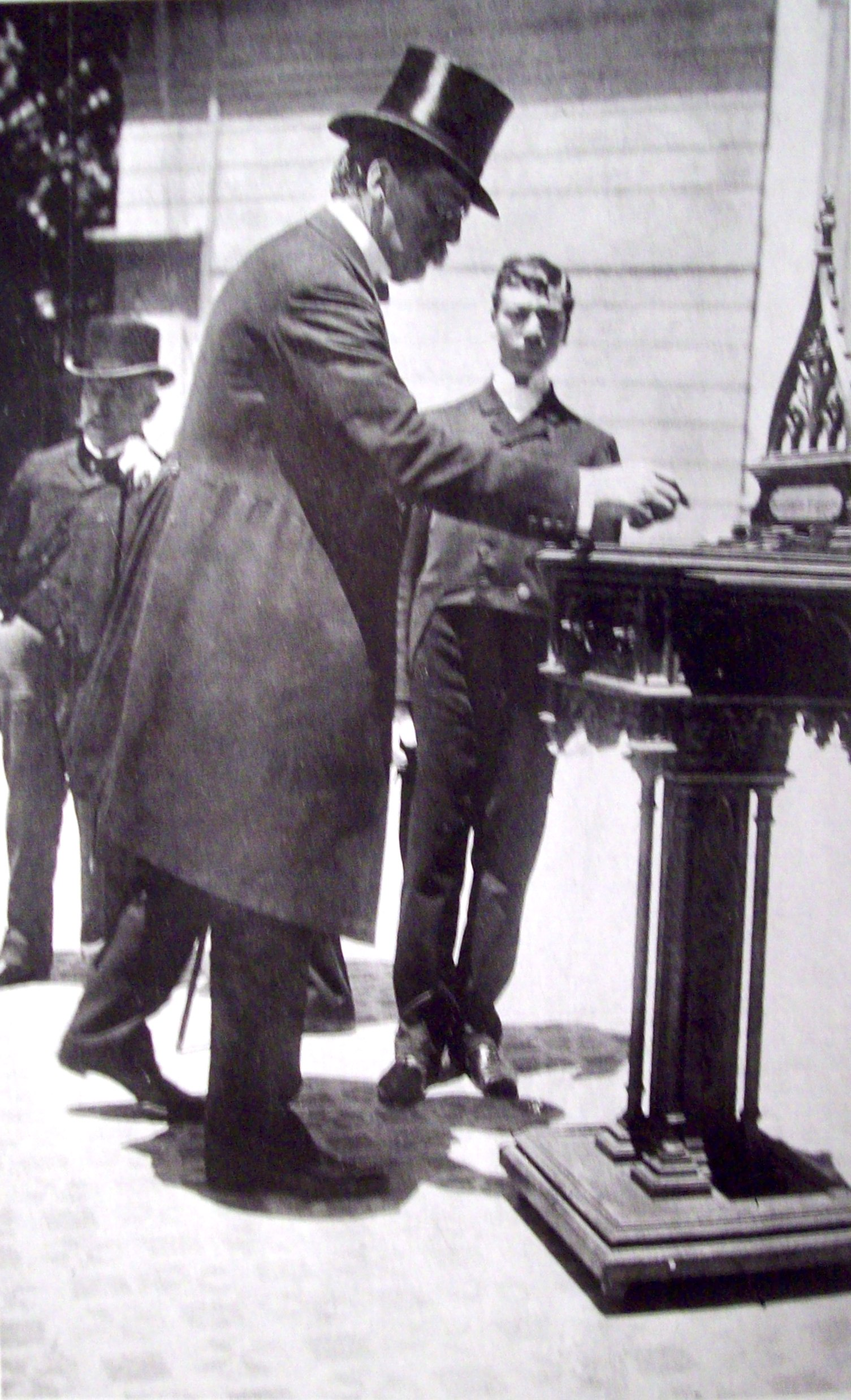
Un político argentino (Carlos Pellegrini presidente entre 1890-1892) vota en un atrio de una iglesia al aire libre, así se votaba cuando aún no existía el voto secreto.

El término voto cantado se refiere a la forma de elección en la cual los votantes realizan su elección de viva voz, o eligiendo la papeleta en presencia de las autoridades de una mesa receptora de votos, lo cual no ofrece las garantías del voto secreto. Este mecanismo fue el aplicado en el sistema electoral argentino hasta 1912 y en el uruguayo hasta 1918.

## En Argentina
Después de la Independencia , Argentina estableció un sistema electoral mediante voto cantado o voto verbal que dio lugar a un sistema abiertamente fraudulento en el que los hacendados y caudillos locales obligaban a las personas que se encontraban bajo su poder a votar por los candidatos de su elección.
Mediante el sistema de voto cantado el votante debía presentarse a la mesa electoral y pronunciar de viva voz el candidato de su preferencia, siendo anotado su voto en una planilla por la autoridad electoral. Según el código electoral, no se puede prohibir voto a nadie.
El sistema de voto cantado solía conducir a enfrentamientos armados entre los partidos políticos rivales, así como a la corrupción de los jueces electorales. El principal partido opositor, la Unión Cívica Radical, realizó tres levantamientos cívico-militares entre 1890 y 1905 para anular el sistema de voto cantado.
En 1910 Hipólito Yrigoyen, líder de la UCR, y el recién elegido presidente Roque Sáenz Peña del oficialista Partido Autonomista Nacional, pactaron la sanción de una ley electoral que garantizara el voto secreto. [cita requerida]
Los hacendados y políticos conservadores se opusieron abiertamente a establecer un sistema electoral con voto secreto. El estanciero Carlos Rodríguez Larreta, quien fuera ministro del autonomismo y profesor de Derecho Constitucional en la Universidad de Buenos Aires, manifestó durante el debate abierto sobre el tema:

Si mi peón hubiera tenido la misma acción que yo para resolver los problemas económicos internacionales, o políticos del país, habríamos estado viviendo bajo un régimen absurdo. No ha sido así, gracias a Dios, porque yo he dirigido a mi peón. Pero el voto secreto lo independiza, al privarlo de una influencia saludable y legítima... Y lo malo es que, a menudo no tenemos un solo peón sino varios, y que algunos tienen muchos.

Finalmente, el sector progresista del Partido Autonomista Nacional conducido por Roque Sáenz Peña y Carlos Pellegrini, impuso la mayoría que llevó a la sanción en 1912 de la Ley N.º 8.871, conocida como Ley Sáenz Peña, que estableció el voto  universal, secreto y obligatorio para varones, que se considera como momento de inicio de la democracia en Argentina.
Desde entonces, en Argentina, el voto cantado no solo está prohibido, sino que es causal de una pena de prisión de uno a dieciocho meses.

## En Uruguay
En Uruguay este mecanismo fue la primera forma de elección de autoridades de las cámaras legislativas. Se implementó en la primera constitución del país en 1830 y se mantuvo vigente hasta 1918, cuando se promulgó una nueva carta magna.